# Федра
Федра (грч. Φαίδρα) (лат. Phaedra) је у грчкој митологији кћерка Миноса и Пасифаје, а жена јунака Тезеја који је био краљ Атине.

## Митологија
Федра је била друга Тезејова жена, који се пре удаје за њу, желео оженити са њеном сестром Аријадном која је заволела Тезеја, и дала му клупко конца да помоћу њега изађе из лавиринта Минотаура. Тезеј је из првог брака са женом Антиопом имао сина Хиполита, а са Федром је имао два сина - Демофона и Акаманта.
Хиполит је био поштовалац богиње лова Артемиде, па је Афродита, богиња лепоте и љубави, из љубоморе проузроковала да се Федра заљуби у Хиполита. Федрина дадиља Енона је саопштила Хиполиту да је Федра, његова маћеха, заљубљена у њега, а он је, чувајући очеву част одбио све предлоге Федре и тако на себе навукао њен гнев, гнев љубоморне и заљубљене жене.
Федра је оптужила Хиполита и рекла је Тезеју да је његов син покушао да је заведе, а Тезеј је, у гневу, замолио свога оца, бога мора Посејдона, да убије Хиполита. Посејдон је послао морску неман која је преплашила Хиполитове коње и они су га прегазили и убили.
Енона је обавестила Тезеја шта је уистину било, па је Федра, бојећи се казне свога мужа, извршила самубиство.

## О Федри
- Мит о Федри и Хиполиту се налази у Еурипидовој трагедији „Хиполит“, као и у Сенекиној трагедији „Федра“.
- 1677. године Жан Баптист Расин је написао трагедију „Федра“.
- 1911. године Мигуел де Унамуњо је написао трагедију Федра“.
- 1970. године Тони Харисон је написао трагедију Федра Британика“.
- 1996. године Сара Кејн је написала трагедију Федрина љубав“.